# Adaptivní radiace

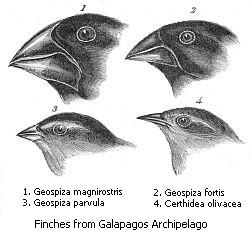
Čtyři ze čtrnácti druhů pěnkav Galápág si vyvinuly odlišné tvary zobáků uzpůsobené na rozdílnou potravu

V evoluční biologii znamená adaptivní radiace proces, ve kterém procházejí organismy rapidním vývojem, kterým se vzdalují od svých předků. Tento mechanismus obvykle následuje speciace do nových forem. Obvykle nastává pokud se změní lokální klima nebo pokud druh přejde na jinou evoluční strategii. Ve fosilním záznamu pak můžeme sledovat velké změny ve fenotypu organizmů .
Adaptivní radiace je příkladem kladogeneze, ve kterém najednou vyraší mnoho nových větví evolučního stromu.  Nejlépe je možno sledovat změny adaptivní radiací na odlehlých ostrovech. Například Havajské ostrovy mají v důsledku značné sopečné aktivity každý jiné prostředí a vývoj místních ptáků tomu odpovídá. Galapážské druhy jsou zase unikátní kvůli klimatickým odchylkám, které jsou řízeny rozdílnými směry proudů na opačných stranách rovníku. V rostlinné říši jsou charakteristickým příkladem lobelky na Havajských ostrovech, které se z jediného předka kolonizujícího souostroví relativně brzy po jeho vzniku před 13 milióny let velmi silně morfologicky i ekologicky rozrůznily a daly vzniknout celkem 128 současným druhům.

## Historie
Pojem adaptivní radiace po roce 1940 zpopularizoval americký paleontolog George Gaylord Simpson, který zpochybňoval kontinentální drift. Vývoj plazů doložený na mnoha fosiliích ale odporuje adaptivní radiaci.
V současné době se v této oblasti biologové pokouší o sjednocení četných empirických a teoretických výzkumů.

## Příčiny

### Inovace
Vývoj nových znaků může způsobit rozdělení kladu díky vytváření nových morfologických oblastí. Klasickým příkladem je čtvrtý vrcholek na zubech savců. Tento znak umožnil savcům specializovat se na mnoho různých nik, protože s ním se mohli savci stravovat mnohem více potravinami.

### Příležitost
Adaptivní radiace obvykle následují významnou geologickou událost či hromadné vymírání. Uvolňování dříve obsazených nik umožňuje rozpad některých starých ekologických vazeb a zároveň novou příležitost pro přeživší organismy.